# Flexió (nyelvészet)

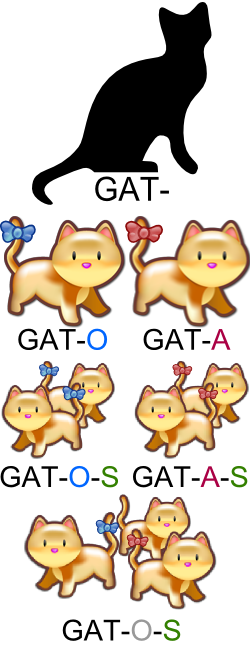
Névszóflexió bemutatása a spanyol ’macska’ szón keresztül:
GAT- : szótő
GATO: hímnem, egyes szám
GATA: nőnem, egyes szám
GATOS: hímnem, többes szám
GATAS: nőnem, többes szám
GATOS: jelöletlen többes szám

A flexió, flektálás vagy hajlítás a nyelvészetben a flektáló nyelvekre jellemző szóalak-változtatás, amellyel a különböző nyelvtani viszonyokat kifejezik. A „ragasztó” jellegű toldalékolással (agglutinációval) ellentétben a flexió során a szóalakok nehezen szegmentálhatóak, a toldalékok a szótővel sokszor egybeolvadnak.

## A flexió fajtái

### A flexió típusa szerint
- Külső flexióról beszélünk az ún. szintetikus toldalékok esetében (egyetlen toldalék, több jelentés). Például a latin dominos (’urakat’) szóalak -os végződése egyidejűleg jelöli a többes számot és a tárgyesetet, ellentétben a hasonló jelentésű magyar szóalakkal, amelyben ezeket a funkciókat önálló, egymástól szételemezhető toldalékok képviselik.
- Belső flexió áll fenn abban az esetben, ha maga a szótő szintetikus. Erre példa az angol sing ’énekel’, sang ’énekelt’ és sung ’énekelt’ (múlt idejű melléknévi igenév) szótári sor, amelynek második és harmadik tagja a szótő magánhangzójának változtatásával (ún. ablauttal) fejezi ki a megfelelő nyelvtani jelentést.
- A kettő kombinációja (toldalékolás és tőváltoztatás). Erre példa a spanyol pon|emos ’helyezünk’ és pus|imos ’helyeztünk’.
- Reduplikáció (a szótő/tőhang megkettőzése), pl. latin do ’adok’ és dedi ’adtam’.
- Szóképzés (elő-, illetve utóképzők hozzáadása a szótőhöz), pl. spanyol conocer ’ismerni’, desconocer ’nem ismerni’, reconocer ’el-/felismerni’.

### A flexióra képes szófajok szerint
- Névszóragozás vagy deklináció, a főnevek, melléknevek, névmások stb. alakváltoztatása a mondatban betöltött funkciók szerint; főként a régi, illetve a konzervatív indoeurópai nyelvekre (pl. latin, görög, szláv nyelvek stb.), illetve az afroázsiai nyelvcsaládra jellemző.
- Névszóflexió, hiányos névszóragozás, pl. az újlatin nyelvekben a nyelvtani nem és a többes szám jelzése, a személyes névmások eltérő alakjai a különböző nyelvtani funkciók betöltésére, stb.
- Igeragozás, az ige alakváltoztatása mód, idő, aspektus, illetve szám és személy szerint.

## Fordítás
- Ez a szócikk részben vagy egészben  az   Inflection című angol Wikipédia-szócikk fordításán alapul.  Az eredeti cikk szerkesztőit annak laptörténete sorolja fel. Ez a jelzés csupán a megfogalmazás eredetét és a szerzői jogokat jelzi, nem szolgál a cikkben szereplő információk forrásmegjelöléseként.